# Greenleaf Whittier Pickard
Greenleaf Whittier Pickard ( Portland (Maine), 14 de febrero de 1887- Newton (Massachusetts), 8 de enero de 1956) fue un ingeniero de Estados Unidos, pionero en campo radiofónico en el país.  
Pickard asistió al Colegio Científico en la Universidad de Harvard y también asistió a clases en Instituto Tecnológico de Massachusetts (MIT).
En 1899 recibió una beca del Instituto Smithosonian para financiar su investigación en las transmisiones sin hilos en el observatorio de Blue Hill en Milton. (Massachusetts).
En 1901 se incorporó a la empresa American Wireless Telegraph & Telephone Company e instaló los aparatos que permitirían transmitir la regata Copa de América de ese año.
Pickard trabajó para American Telephone and Telegraph Company de 1902 a 1906. Durante este periodo, experimentó con la telefonía sin hilos y observó algunas de las pruebas realizadas por Reginal Fessenden con alternadores de radio.
Pickard probó una ingente cantidad de minerales con el propósito de descubrir el detector de puntas de contacto (cat´s wiskers) más efectivo. Finalmente descubrió que una muestra de silicio fundido, obtenido de la Westinghouse Electric Company, producía excelentes resultados, por lo cual obtuvo una patente ; el detector de cristal de silicio en 1906; se dice que para ello hizo pruebas, de distintos materiales, con más de 30.000 combinaciones, para construir los detectores.
En 1907, Pickard y dos socios crearon la Wireless Specialty Apparatus Company para comercializar la patente de su detector, uno de los cuales se denominó PERIKON, acrónimo de "perfect Pickard contact" (contacto Pickard perfecto).
Pickard fue miembro de las asociaciones Society of Wireless Telegraph Engineers y el Wireless Institute y cuando ambas instituciones se fundieron en una, formando la IRE (Institute of Radio Engineers) en 1912, actualmente conocida como la IEEE. Fue el segundo presidente de esta institución durante 1913.
Durante la Primera Guerra Mundial, trabajó para la Marina, investigando las vías para mitigar la interferencia estática, en la instalación de radio sita en Otter Cliffs Massachusetts.
En octubre de 1920 publicó en la revista de la IRE un artículo sobre el uso de antenas direccionales para reducir la estática. Él especulaba que la causa que provocaba el ruido de estática de los receptores de radio, era producido por el sol.
Al comienzo de la Segunda Guerra Mundial se mantuvo en secreto que el sol había deslumbrado los primeros radares.
Actualmente la Marina de los Estados Unidos publica unas tablas de propagación de las ondas de radio. Los radioaficionados de 27 megahercios son algunos de los que más han hecho uso de estas propiedades en sus transmisiones en banda lateral única dado que, en estas frecuencias, las ondas de radio son reflejadas por la ionosfera, hecho que permite las comunicaciones a larga distancia.
Los períodos de máxima propagación están directamente relacionados con las manchas solares, estos ciclos solares se repiten cada once años y medio y en medio de estos períodos de máxima actividad se suceden otros de mínima actividad denominado Mínimo de Maunder, en honor al científico que lo descubrió.
En octubre de 1925 Pickard anunció la creación de una red eclipse, en la cual se involucraron tanto estaciones de radio comerciales como experimentales, en un esfuerzo por medir los efectos de un eclipse solar que tuvo lugar el 24 de enero de 1925, sobre la recepción de las ondas de radio. Varias estaciones de radio transmitieron señales continuas en frecuencias de 57 kHz a 4 MHz. Los observadores, incluyendo N. Goldsmith hicieron gráficas en varios lugares. 
Pickard fue galardonado con la medalla de honor del IRE (Institute of Radio Engineers) en 1926 «Por su contribución a los detectores de cristal, antenas de bobina, propagación de las ondas de radio y las interferencias atmosféricas».
Pickard continuó sus investigaciones sobre la propagación de las ondas de radio y trabajo como consultor para la Radio Corporation of America (RCA) y otros clientes durante los años 1930. 
En 1931 publica en IRE un artículo sobre el efecto de las lluvias de meteoritos y la propagación de las ondas de radio, también exploró el efecto de las manchas solares, la presión atmosférica y la temperatura en la recepción de una amplia gama de frecuencias. Fue elegido miembro del Radio Club of America y fue galardonado con la medalla Armstrong en 1941.
Murió el 8 de enero de 1956 a la edad de 78 años.

## Patent
- Patente USPTO n.º 836531
- Patente USPTO n.º 840802
- Patente USPTO n.º 845316
- Patente USPTO n.º 827115
- Patente USPTO n.º 1136044
- Patente USPTO n.º 1136045
- Patente USPTO n.º 1245267
- Patente USPTO n.º 842910
- Patente USPTO n.º 933263
- Patente USPTO n.º 1184376
- Patente USPTO n.º 933263
- Patente USPTO n.º 827116
- Patente USPTO n.º 993316
- Patente USPTO n.º 1224499
- Patente USPTO n.º 963173
- Patente USPTO n.º 807962
- Patente USPTO n.º 1206911
- Patente USPTO n.º 1144969
- Patente USPTO n.º 912613
- Patente USPTO n.º 1118228
- Patente USPTO n.º 1257526
- Patente USPTO n.º 1249482
- Patente USPTO n.º 1213250
- Patente USPTO n.º 877451
- Patente USPTO n.º 796011
- Patente USPTO n.º 956165
- Patente USPTO n.º 1156625
- Patente USPTO n.º 1225852
- Patente USPTO n.º 1324465